# Batalha da Ilha do Fanfa
A Batalha da Ilha do Fanfa ou simplesmente Batalha do Fanfa, foi um dos primeiros conflitos travados durante a Revolução Farroupilha, entre as forças da República Rio-Grandense, sob o comando de Bento Gonçalves, e as do Império do Brasil, comandadas por Bento Manuel Ribeiro.

## Antecedentes
Ao tomar conhecimento da proclamação da República Rio-Grandense na Batalha do Seival, as forças de Bento Gonçalves levantaram o sítio que infligiam à cidade de Porto Alegre e passaram a deslocar-se, beirando o rio Jacuí, para junção com as forças de Neto. Devido à época de cheias, era necessário atravessar o rio na ilha de Fanfa, no atual município de Triunfo.
As tropas imperiais, sob o comando de Bento Manuel Ribeiro, deslocam-se a partir de Triunfo, de modo a impedir a passagem dos farroupilhas. Araújo Ribeiro, alertado por Bento Manuel, envia a marinha, comandada pelo mercenário inglês John Grenfell. Assim, 18 barcos de guerra, escunas e canhoneiras foram postos a guardar o lado sul da ilha. Os barcos só foram percebidos pelos farrapos depois de estarem na ilha.

## Confronto
Em 3 de Outubro de 1836 as forças imperiais fecharam o cerco por terra. As forças farroupilhas resistiram, sabendo da proximidade de tropas lideradas por Crescêncio de Carvalho. Repeliram os soldados que desembarcaram na ilha pela costa sul e as tentativas de travessia pelo norte. Naquela noite, porém, negociaram um acordo pelo qual os farrapos entregariam as armas, capitulariam e voltariam livres para suas casas.
Pela manhã do dia 4 de outubro era formalizada a capitulação. Muitos revoltosos jogaram suas armas no rio, ao invés de entregá-las aos imperiais. No momento em que confraternizavam as tropas, chega Araújo Ribeiro, trazido por John Grenfell, que imediatamente ordenou a prisão dos farrapos, desprevenidos e desarmados, não aceitando o acordo. Bento Manuel colabora com a captura, sendo presos, entre outros, Bento Gonçalves, Tito Lívio Zambeccari, Pedro Boticário, José de Almeida Corte Real, Onofre Pires e José Calvet. Por esse motivo, além de ser conhecido como a derrota do Fanfa, o episódio é também chamado de traição do Fanfa.

## Consequências
Foi um confronto estratégico onde os comandantes já se conheciam e tinham lutado lado a lado em diversas oportunidades, na mesma guerra, como também, anteriormente, na Guerra da Cisplatina. Foi, ainda, um dos momentos em que a participação de Bento Manuel, então lutando pelo Império, mostrou-se decisiva para a vitória. O episódio custaria a Bento Manuel, quando resolveu voltar para o lado farroupilha, grande desconfiança por parte dos líderes da revolução.
A rendição dos farroupilhas e a prisão de Bento Gonçalves retiraria o general do confronto até sua fuga do Forte do Mar, na Bahia, em 1837. A guerra, porém, continuou. Neto assumiu o comando militar farroupilha e Gomes Jardim substituiu Bento Gonçalves na presidência da República Rio-Grandense.